# Gott fähret auf mit Jauchzen, BWV 43

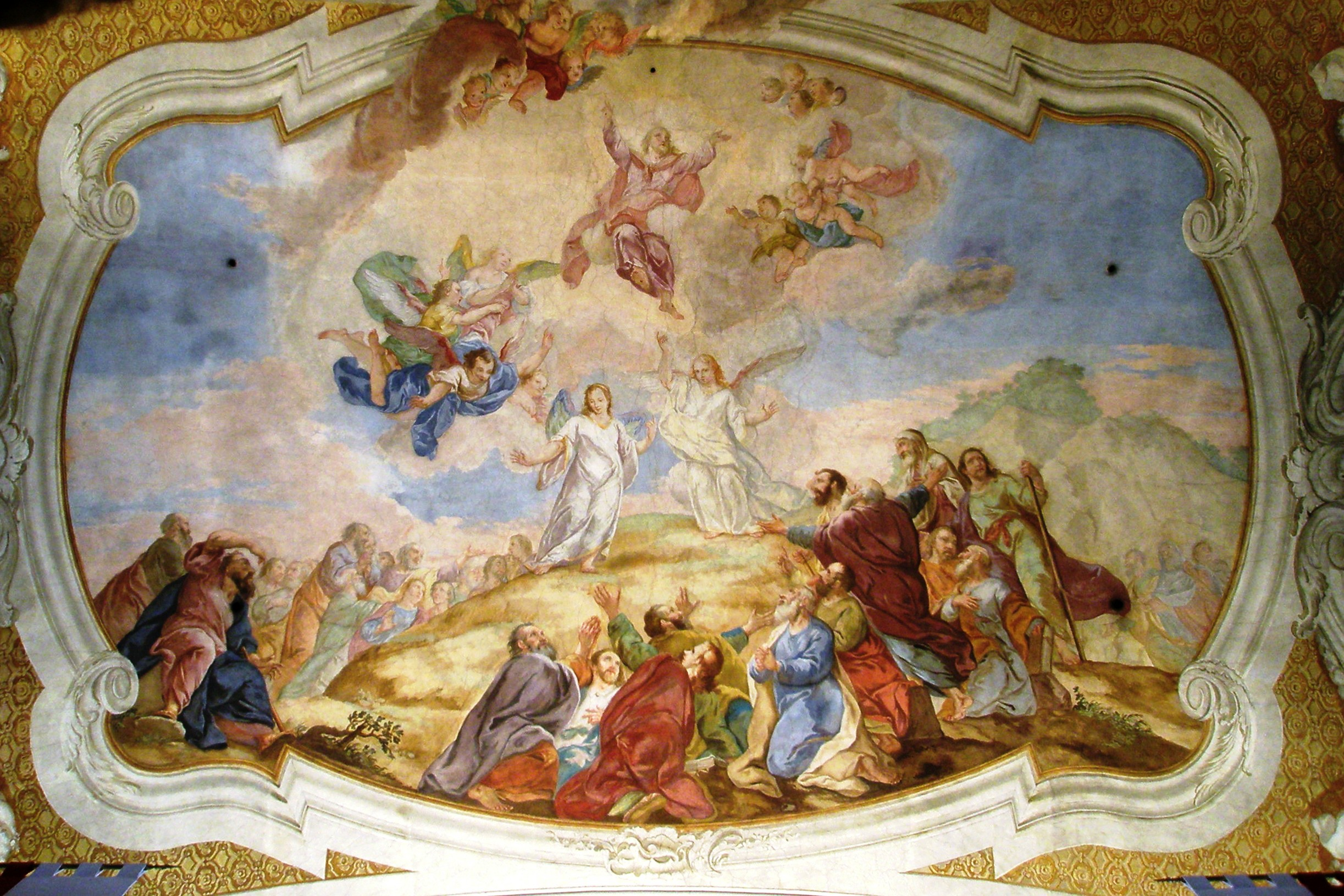
Ascensión, ocasión celebrada en esta cantata
Iglesia de la Santa Cruz en Jelenia Góra.

Gott fähret auf mit Jauchzen, BWV 43 (Dios asciende entre exclamaciones de alegría) es una cantata de iglesia escrita por Johann Sebastian Bach en Leipzig para la festividad de la Ascensión y estrenada el 30 de mayo de 1726.

## Historia
Bach compuso esta obra durante su tercer año de estancia en Leipzig para la festividad de la Ascensión. La cantata fue interpretada por primera vez el 30 de mayo de 1726.

## Análisis

### Texto
Las lecturas establecidas para ese día eran de los Hechos de los Apóstoles, el prólogo y la Ascensión de Jesús (Hechos 1:1-11), y del evangelio según San Marcos, Jesús pidiendo a sus discípulos que prediquen y bauticen así como su Ascensión (Marcos 16:14-20).
El texto de la cantata es inusual y consiste en su mayor parte en un poema en seis estrofas, que forman los movimientos del 5 al 10 de la obra en 11 movimientos. La estructura es similar a la de las cantatas del primo de Bach, Johann Ludwig Bach, director de la corte de Meiningen, que Bach interpretó durante 1726: cita del Antiguo Testamento, recitativo, aria, cita del Nuevo Testamento, poema, coral. La primera cita está tomada del Salmo 47 (Salmos 47:5-7) y tradicionalmente se entiende como una referencia a la Ascensión. La otra cita en el movimiento 4 es el versículo 19 del evangelio. Un poeta desconocido parafraseó en forma de recitativo y aria una idea del Salmo 68 (Salmos 68:18) así como su cita en la epístola a los efesios (Efesios 4:8), "cuando él ascendió hacia las alturas, llevó cautiva la cautividad". En el movimiento 7 empleó el motivo de Cristo en el lagar. La cantata se cierra con la primera y decimotercera estrofas del himno "Du Lebensfürst, Herr Jesu Christ" escrito por Johann Rist en 1641. Bach usaría más adelante la cuarta estrofa del coral en su Oratorio de la Ascensión.

### Instrumentación
La obra está festivamente escrita para cuatro solistas vocales (soprano, alto, tenor y bajo) y un coro a cuatro voces; tres trompetas, timbales (tamburi en la partitura autógrafa), dos oboes, dos violines, viola y bajo continuo.
La orquestación es la más amplia de las tres cantatas para este día (Wer da gläubet und getauft wird, BWV 37 y Auf Christi Himmelfahrt allein, BWV 128). El carácter es particularmente festivo ya que celebra la ascensión de Cristo para sentarse a la derecha de Dios, una vez completada su obra de salvación del mundo.

### Estructura
Consta de once movimientos, organizados en dos partes destinadas a ser interpretadas antes y después del sermón.
Parte 1
1. Coro: Gott fähret auf mit Jauchzen
2. Recitativo (tenor): Es will der Höchste sich ein Siegsgepräng bereiten
3. Aria (tenor): Ja tausendmal tausend begleiten den Wagen
4. Recitativo (soprano): Und der Herr, nachdem er mit ihnen geredet hatte
5. Aria (soprano): Mein Jesus hat nunmehr

Parte 2
1. Recitativo (bajo): Es kommt der Helden Held
2. Aria (bajo): Er ists, der ganz allein
3. Recitativo (alto): Der Vater hat ihm ja
4. Aria (alto): Ich sehe schon im Geist
5. Recitativo (soprano): Er will mir neben sich
6. Coral: Du Lebensfürst, Herr Jesu Christ

El coro de inicio con la orquesta completa es el "centro de gravedad" de la cantata. Comienza con una introducción marcada con la indicación adagio, que toca la cuerda, doblada por los oboes. Después empieza una fuga, dos entradas instrumentales son seguidas por entradas corales, y se llega al clímax en una entrada de la primera trompeta. Una segunda fuga incluye tonalidades remotas y menores. La segunda parte del texto, "lobsinget Gott, lobsinget unserm Könige" (cantad alabanzas a Dios, cantad alabanzas a nuestro Rey) es primero cantado homofónicamente, pero luego presentado en una tercera fuga sobre el tema de la primera, seguida por una coda homofónica. Un recitativo secco conduce a la primera aria, acompañada por los violines al unísono. El texto completo es cantado tres veces en diferentes secciones. La cita del Nuevo Testamento no es cantada por el bajo como vox Christi, probablemente porque Jesús no está hablando. En su lugar la soprano narra: "Entonces después de que el Señor les hubo hablado, fue recibido arriba en el cielo, y se sentó a la derecha de Dios" en forma de recitativo secco. El movimiento 5 concluye la primera parte y está basado en la primera estrofa del poema. La soprano va acompañada por la cuerda, doblada por los oboes. En la sección central las palabras "Er schließt der Erde Lauf" (Él ha concluido su paso por la tierra) se expresan mediante un melisma ascendente y uno descendente en la repetición de las palabras.
La segunda parte incluye las otras cinco estrofas del poema, alternando recitativos y arias. El primer recitativo es acompañado por la cuerda, los demás son secco. El aria de bajo va subrayada por una parte para trompeta obbligato, pero es tan difícil que Bach se la asignó a un violín en una interpretación posterior. Las palabras "voll Schmerzen, Qual und Pein" (lleno de pena, tormento y dolor) son ilustradas con un tempo más lento y una tensión armónica. El siguiente recitativo hace referencia al final a mirar hacia el cielo, expresada mediante un movimiento hacia arriba. La última aria, acompañada por los oboes, celebra la victoria sobre los enemigos desde una visión de la paz más que desde la descripción de una batalla. Sin embargo, hace hincapié en las palabras "aus Jammer, Not und Schmach" (fuera del sufrimiento, la angustia y la ignominia) mediante un "oscurecimiento armónico". El coral final es un arreglo a cuatro voces de la melodía de "Ermuntre dich, mein schwacher Geist, escrita por Johann Schop en 1641. Según Klaus Hofmann, el arreglo no fue compuesto por el mismo Bach sino por Christoph Peter (1626-1689), cantor en Guben, tal y como se publicó en Neu Leipziger Gesangbuch (Nuevo himnario de Leipzig) en 1682.

## Discografía selecta
De esta pieza se han realizado una serie de grabaciones entre las que destacan las siguientes.
- 1951 – Bach Cantatas Vol. 9. Günther Ramin, Thomanerchor, Gewandhausorchester, Gertrud Birmele, Eva Fleischer, Gert Lutze, Johannes Oettel (Archiv Produktion)

- 1961 – Les Grandes Cantates de J.S. Bach Vol. 9. Fritz Werner, Heinrich-Schütz-Chor Heilbronn, Pforzheim Chamber Orchestra, Friederike Sailer, Claudia Hellmann, Helmut Krebs, Jakob Stämpfli (Erato)
- 1960s – Bach Kantaten, Vol. 4: BWV 127, 159, 43. Diethard Hellmann, Bachchor und Bachorchester Mainz, Nobuko Gamo-Yamamoto, Annelies Westen, Horst Wilhelm, Dieter Slembeck (SWF)
- 1971 – J.S. Bach: Das Kantatenwerk Vol. 1. Hans Grischkat, Schwäbischer Singkreis, Bach-Orchester Stuttgart, Csilla Zentai, Erika Schmidt, Kurt Huber, Michael Schopper (FSM)
- 1975 – J.S. Bach: Das Kantatenwerk Vol. 3. Nikolaus Harnoncourt, Wiener Sängerknaben, Chorus Viennensis, Concentus Musicus Wien, niño soprano del Wiener Sängerknaben, Paul Esswood, Kurt Equiluz, Ruud van der Meer (Teldec)
- 1982 – Die Bach Kantate Vol. 34. Helmuth Rilling, Gächinger Kantorei, Bach-Collegium Stuttgart, Arleen Augér, Julia Hamari, Lutz-Michael Harder, Philippe Huttenlocher (Hänssler)
- 1993 – J.S. Bach: Himmelfahrts-Oratorium. Philippe Herreweghe, Collegium Vocale Gent, Barbara Schlick, Catherine Patriasz, Christoph Prégardien, Peter Kooy (Harmonia Mundi France)
- 1993 – J.S. Bach: Ascension Cantatas. John Eliot Gardiner, Monteverdi Choir, English Baroque Soloists, Nancy Argenta, Michael Chance, Anthony Rolfe Johnson, Stephen Varcoe (Archiv Produktion)
- 2000 – Bach Edition Vol. 19: Cantatas Vol. 10. Pieter Jan Leusink, Holland Boys Choir, Netherlands Bach Collegium, Ruth Holton, Sytse Buwalda, Nico van der Meel, Bas Ramselaar (Brilliant Classics)
- 2002 – J.S. Bach: Complete Cantatas Vol. 16. Ton Koopman, Amsterdam Baroque Orchestra & Choir, Johannette Zomer, Bogna Bartosz, Christoph Prégardien, Klaus Mertens (Antoine Marchand)
- 2008 – J.S. Bach: Cantatas Vol. 44. Masaaki Suzuki, Bach Collegium Japan, Rachel Nicholls, Robin Blaze, Gerd Türk, Peter Kooy (BIS)